# 苏克拉利
苏克拉利（Sukhrali），是印度哈里亚纳邦Gurgaon县的一个城镇。总人口10384（2001年）。

## 人口
该地2001年总人口10384人，其中男性5612人，女性4772人；0—6岁人口1218人，其中男706人，女512人；识字率78.38%，其中男性为81.91%，女性为74.22%。